# Elsa Jondalen
Elsa Jondalen (24 juli 1923) is een schaatsster uit Noorwegen.

## Resultaten

### Wereldkampioenschappen
| Jaar | Jaar     | Plaats  | Resultaten  | Resultaten                             |
| ---- | -------- | ------- | ----------- | -------------------------------------- |
| 1947 | Allround | Drammen | 4e Allround | 5e 500 m 4e 1000 m 9e 3000 m 8e 5000 m |

### Noorse kampioenschappen
| Jaar      | Resultaten                            | Resultaten                              |
| --------- | ------------------------------------- | --------------------------------------- |
| 1939      | 6e Allround                           | 5e 500 m 5e 1000 m 6e 1500 m 8e 3000 m  |
| 1940      | 8e Allround                           | 10e 500 m 6e 1000 m 9e 1500 m 9e 3000 m |
| 1941-1945 | Wedstrijden werden niet georganiseerd | Wedstrijden werden niet georganiseerd   |
| 1946      | 8e Allround                           | 3e 500 m 6e 1000 m 8e 1500 m - 3000 m   |
| 1947      | Allround                              | 2e 500 m 3e 1000 m 2e 1500 m 6e 3000 m  |
| 1948      | Allround                              | 4e 500 m 2e 1000 m 4e 1500 m 4e 3000 m  |

## Persoonlijke records
| Afstand    | Tijd     | Datum            | Baan    |
| ---------- | -------- | ---------------- | ------- |
| 500 meter  | 54,30    | 1 februari 1947  | Tinn    |
| 1000 meter | 1.54,10  | 21 februari 1948 | Larvik  |
| 1500 meter | 2.59,10  | 27 januari 1940  | Larvik  |
| 3000 meter | 6.24,20  | 21 februari 1948 | Larvik  |
| 5000 meter | 11.49,10 | 8 februari 1947  | Drammen |